# Essential
Essential is een verzamelalbum van de Britse progressieve-rockband Jethro Tull, uitgebracht in 2003.
Tijdens de serie heruitgaven van oude Jethro Tull-albums in digitaal geremasterde versie werd ook besloten om het verzamelalbum M.U. - The Best of Jethro Tull uit 1976 opnieuw uit te brengen, echter onder deze nieuwe titel en met een andere albumhoes.

## Nummers
1. Teacher
2. Aqualung
3. Thick as a Brick Edit #1
4. Bungle in the Jungle
5. Locomotive Breath
6. Fat Man
7. Living in the Past
8. A Passion Play Edit #8
9. Skating Away on the Thin Ice of the New Day
10. Rainbow Blues
11. Nothing Is Easy